# Annette Heick
Annette Vollmer Heick (født 12. november 1971 på Frederiksberg) er en dansk tv-vært, journalist, sangerinde og tegnefilmsdubber. Hun er datter af de to kendte entertainere Keld og Hilda Heick.
Heick indledte sin karriere som journalist i 1987 på B.T. og fortsatte derfra til Se og Hør, hvor hun var frem til 1996. I 2001-02 var hun desuden skribent på Ekstra Bladet. Som sanger fik hun i 1988 et hit med "Du skælder mig hele tiden ud" sammen med Tommy Seebach. I oktober 2005 udsendte hun sit debutalbum, Right Time på sit eget pladeselskab. Albummet debuterede på en 96. plads på hitlisten og solgte omkring 100 eksemplarer i den første uge. Hun har deltaget i Dansk Melodi Grand Prix flere gange, måske bedst husket fra 2007 med sangen "Copenhagen Airport".
Som tv-vært har hun arbejdet på både DR og TV 2 samt TvDanmark, hvor hun på sidstnævnte fik sit gennembrud i 2002 med den japanske figur Ushi Heiku. I 2012 var hun vært på programmet Haps! Du er fanget, som sendte anden sæson i sommeren 2013.
Annette Heick har endvidere arbejdet som tegnefilmsdubber. Hun lægger bl.a. stemme til Andersine And i Hos Mickey, Douglas i Lloyd i rummet, Prinsesse Atta i Pixar-filmen Græs-rødderne, Porschen Sally i Biler, Shego i serien Kim Possible, Sandy Egern i SvampeBob Firkant, Tzipporah (dialog) i Prinsen af Egypten, Grønne Lygte & Maxine Gibson i Fremtidens Batman, Sirena Von Boo i Monster High Kun For Spøgelser. og Yvonne i Olsen-banden på de bonede gulve.
I Det Ny Teaters opsætning af musicalen Wicked spillede hun rollen som Glinda, og i Aarhus Teaters 2015-opsætning af My Fair Lady spillede hun rollen som Eliza Doolittle.
I 2016 var Annette Heick vært for Dansk Melodi Grand Prix bl.a. sammen med sin mor Hilda. Hun fik en del opmærksomhed grundet sit hår, som til anledningen var stylet i en frisure, der skabte debat på de sociale medier. I 2017 og 2018 var Annette Heick igen vært ved det danske Melodi Grand Prix, denne gang sammen med vinderen af Dansk Melodi Grand Prix 2016, Johannes Nymark.

## Privatliv
Hun bor sammen med sin mand, Jesper Vollmer, og deres to sønner i Søllerød. De har tidligere boet en årrække i Skåne.

## Diskografi
- Glædelig jul (med Tommy Seebach) (1995)
- Right Time (2005)
- Grænseløs (2012)

## Revy
- 2016: PEJSESHOW 2016 - Pejsen går til filmen, Pejsegården, Brædstrup
- 2018: PEJSESHOW 2018 - Tilbage til Pejsen, Pejsegården, Brædstrup

## Eksterner henvisningr
- Officiel hjemmeside
- Annette Heick på Internet Movie Database (engelsk)
- Annette Heick på Filmdatabasen
- Annette Heick på danskefilm.dk
- Annette Heick på Scope
- Annette Heick på Scope
- Annette Heick på AlloCiné (fransk)
- Annette Heick på The Movie Database (engelsk)
- Annette Heick på danskefilmstemmer.dk
- Annette Heick på DR musik
- Annette Heick på Discogs
- Annette Heick på MusicBrainz